# Christian Prudhomme
Pour les articles homonymes, voir Prudhomme et Prud'homme.
Christian Prudhomme, né le 11 novembre 1960 dans le 12e arrondissement de Paris, est un ancien journaliste sportif et l'actuel directeur du Tour de France.

## Biographie
Christian Prudhomme est né le 11 novembre 1960 à Paris. Sa famille maternelle est d'origine alsacienne, sa mère est née à Olwisheim, au nord de Strasbourg et ses grands-parents habitent à Illkirch-Graffenstaden.
Après un Bac D avec une mention assez bien, il intègre l'École supérieure de journalisme de Lille (59e promotion). Sorti major de promotion, il fait ses classes à la radio, sur RTL. Il continue au Courrier Picard, à La Voix des sports et RFO.
En 1987, il rejoint La Cinq à sa création, dans l'émission Télé matches de Pierre Cangioni. Il participe ensuite à la création de LCI en 1994 puis de L'Équipe TV en 1998 en tant que rédacteur en chef. En parallèle, il est également journaliste sportif à Europe 1 où il couvre notamment le Tour de France sur la moto au cœur de la course en 1995 et 1996,.
Il devient ensuite journaliste sportif sur France Télévisions. Il commente notamment plusieurs éditions du Tour (de 2001 à 2003) et anime l'émission Stade 2 de 2000 à 2003.
En janvier 2004, il devient l'adjoint de Jean-Marie Leblanc, le directeur du Tour de France, auquel il succède le 1er février 2007.
Il est aussi vice-président de la Ligue nationale de cyclisme (LNC) depuis 2008 et président de l'Association internationale des organisateurs de courses cyclistes (AIOCC) depuis 2011.
Christian Prudhomme est le beau-frère de Gilles Bourdouleix, maire de Cholet et député de la 5e circonscription de Maine-et-Loire du 19 juin 2002 au 20 juin 2017,.
Lors de la première journée de repos du Tour de France 2020, il est testé positif au Covid-19. Il est alors contraint à quitter la course durant une semaine et est remplacé par François Lemarchand. Ce résultat de test positif a également des conséquences jusqu'au sommet de l'État. Le Premier ministre français, Jean Castex, avec qui il a été en contact prolongé deux jours auparavant, est placé à l'isolement pendant huit jours.

## Soutien politique
Durant l'entre-deux-tours de l'élection présidentielle française de 2017, il fait partie d'une soixantaine de sportifs en activité ou retraités qui signent un appel à voter Emmanuel Macron le 7 mai 2017 au second tour de l'élection présidentielle « pour que le sport demeure un espace de liberté, d'égalité et de fraternité ».

## Décorations et distinctions
- Chevalier de la Légion d'honneur (décret du 29 mars 2013)[10].
- Officier de l'ordre national du Mérite (décret du 31 décembre 2020)[11].
- Citoyen d'honneur de Liège (2022)[12]
- Médaille d'honneur de la ville de Carcassonne (2018)